# Acianthera auriculata
Acianthera auriculata é uma espécie de orquídea (Orchidaceae) originária do Brasil. Ocorre no Rio Grande do Sul, Santa Catarina, Paraná, São Paulo, Rio de Janeiro, Minas Gerais, Espírito Santo e Bahia. É holoepífica e ocorre no bioma da Mata Atlântica. Sua floração ocorre entre novembro e fevereiro. Segundo Miller et al. (2006), depende de luz, umidade e movimento do ar significativos. Em 2005, foi citada como vulnerável na Lista de Espécies da Flora Ameaçadas do Espírito Santo, no sudeste do Brasil; e em 2014, como pouco preocupante na Lista Vermelha de Ameaça da Flora Brasileira do Centro Nacional de Conservação da Flora (CNCFlora).

## Publicação e sinônimos
- Acianthera auriculata (Lindl.) Pridgeon & M.W.Chase, Lindleyana 16: 242 (2001).

Sinônimos homotípicos:
- Pleurothallis auriculata Lindl., Companion Bot. Mag. 2: 356 (1837).
- Humboltia auriculata (Lindl.) Kuntze, Revis. Gen. Pl. 2: 667 (1891).
- Specklinia auriculata (Lindl.) F.Barros, Hoehnea 10: 109 (1983 publ. 1984).
- Arthrosia auriculata (Lindl.) Luer, Monogr. Syst. Bot. Missouri Bot. Gard. 105: 248 (2006).

Sinônimos heterotípícos:
- Pleurothallis anthoxantha Rchb.f. in H.R. von Fernsee Wawra, Bot. Ergebn.: 149 (1866).
- Pleurothallis compressiflora Barb.Rodr., Gen. Spec. Orchid. 2: 13 (1881).
- Pleurothallis triquetra Schltr., Meded. Rijks-Herb. 29: 70 (1916).